# José Ramos Torres de Melo
José Ramos Torres de Melo (Fortaleza, 18 de Março de 1892 - Fortaleza, 19 de novembro de 1969), foi empresário do comércio em Fortaleza, deputado estadual em 1946 e maçon atuante, tendo sido o primeiro Grão mestre da Grande Oriente do Brasil Ceará, em 1937. 

## Biografia
Filho do Major Francisco Batista Torres de Melo e de Dona Etelvina de Freitas Torres de Melo. Presidente do Asilo de Mendicidade do Ceará, atual Lar Torres de Melo, entidade de se desenvolveu muito na sua gestão. Foi ainda sócio fundador do Rotary Club de Fortaleza, presidente da Federação das Associações do Comércio e Indústria do Ceará, do Sindicato dos Lojistas de Fortaleza, da Junta Comercial do Ceará, do Diretório Municipal da União Democrática Nacional - UDN e Vice-Presidente da Federação do Comércio do Ceará; Diretor da Cruz Vermelha no Ceará, tesoureiro da Liga de Defesa Nacional, tesoureiro do Instituto Brasil-Estados Unidos no Ceará, membro do Conselho Consultivo do Banco do Nordeste.